# Sor Alegría, 6
El edificio situado en la calle Sor Alegría, número 6 es un edificio modernista del Ensanche Modernista de la ciudad española de Melilla y forma parte del Conjunto Histórico Artístico de la Ciudad de Melilla, un Bien de Interés Cultural.

## Historia
Fue construido sobre 1911, según diseño de Enrique Nieto.

## Descripción
Está construido con paredes de mampostería de piedra local y ladrillo macizo y bovedillas de ladrillo macizo para los techos.
Consta de planta baja y dos plantas. Su planta baja cuenta con cinco arcos escarzanos, siendo el central el que conduce al portal. 
Sus plantas altas cuentan con balcones centrales flanqueados por balconadas con austeras rejerías de forja, con ventanas enmarcadas con graciosas molduras sobre sus dinteles, mientras el peto presenta una línea ondulada ascendente en el centro, acotacado con pináculos y en el centro un curioso remate escalonado.<